# 情人节

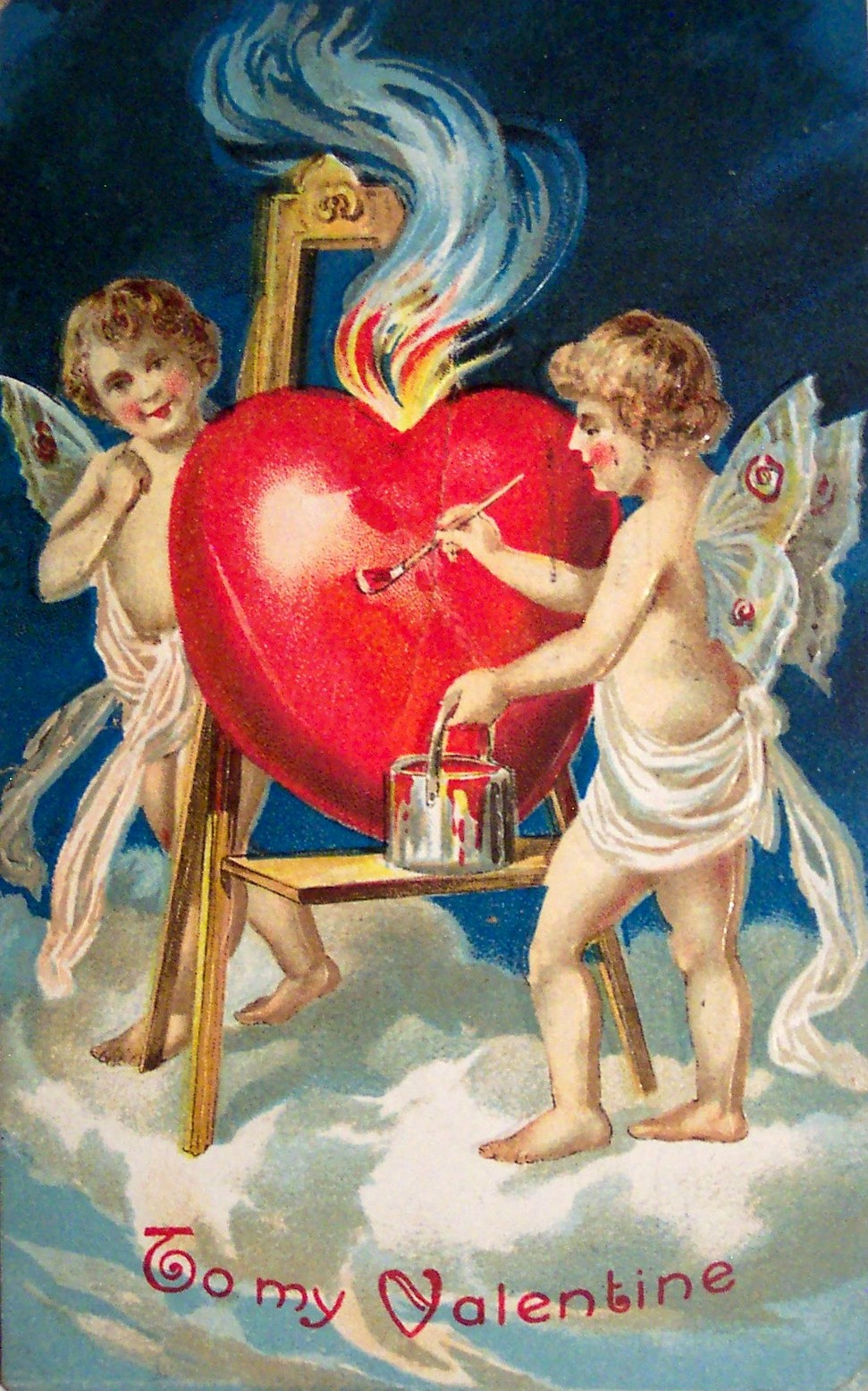
羅馬神話中的愛神邱比特形象經常出現在情人节明信片上

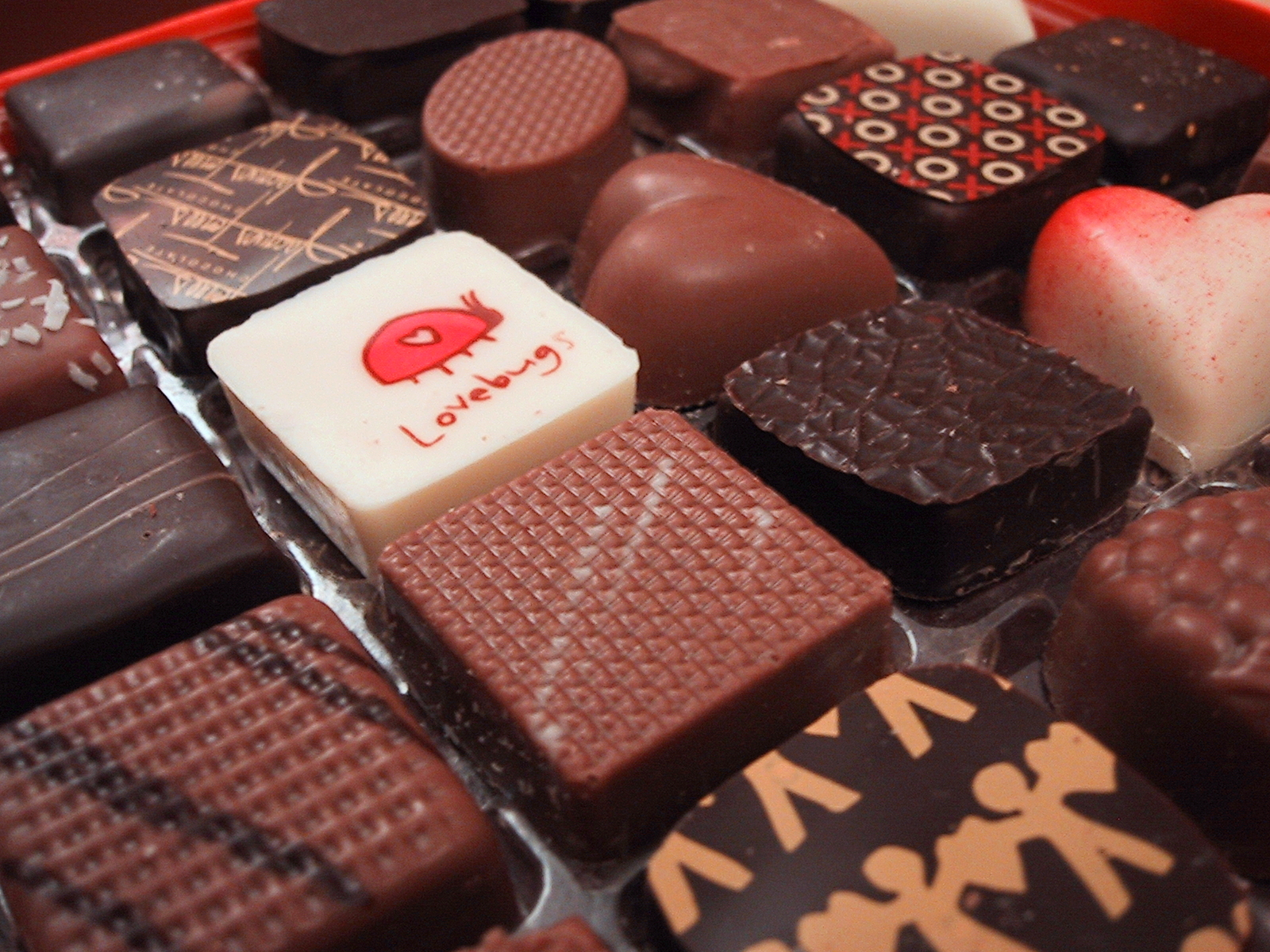
情人節朱古力

情人節（英語：Valentine's Day），这一天在天主教会称为圣华楞定瞻礼，也稱為聖瓦倫丁節（英語：Saint Valentine's Day），在每年的公曆2月14日。近年，情人節被指過於商業化。基於宗教理由，東南亞、南亞和西亞以伊斯蘭教信仰為主的國家，情人節的相關活動受到規範。

## 起源
情人節的起源有多個說法：

### 古羅馬聖瓦倫丁的傳說

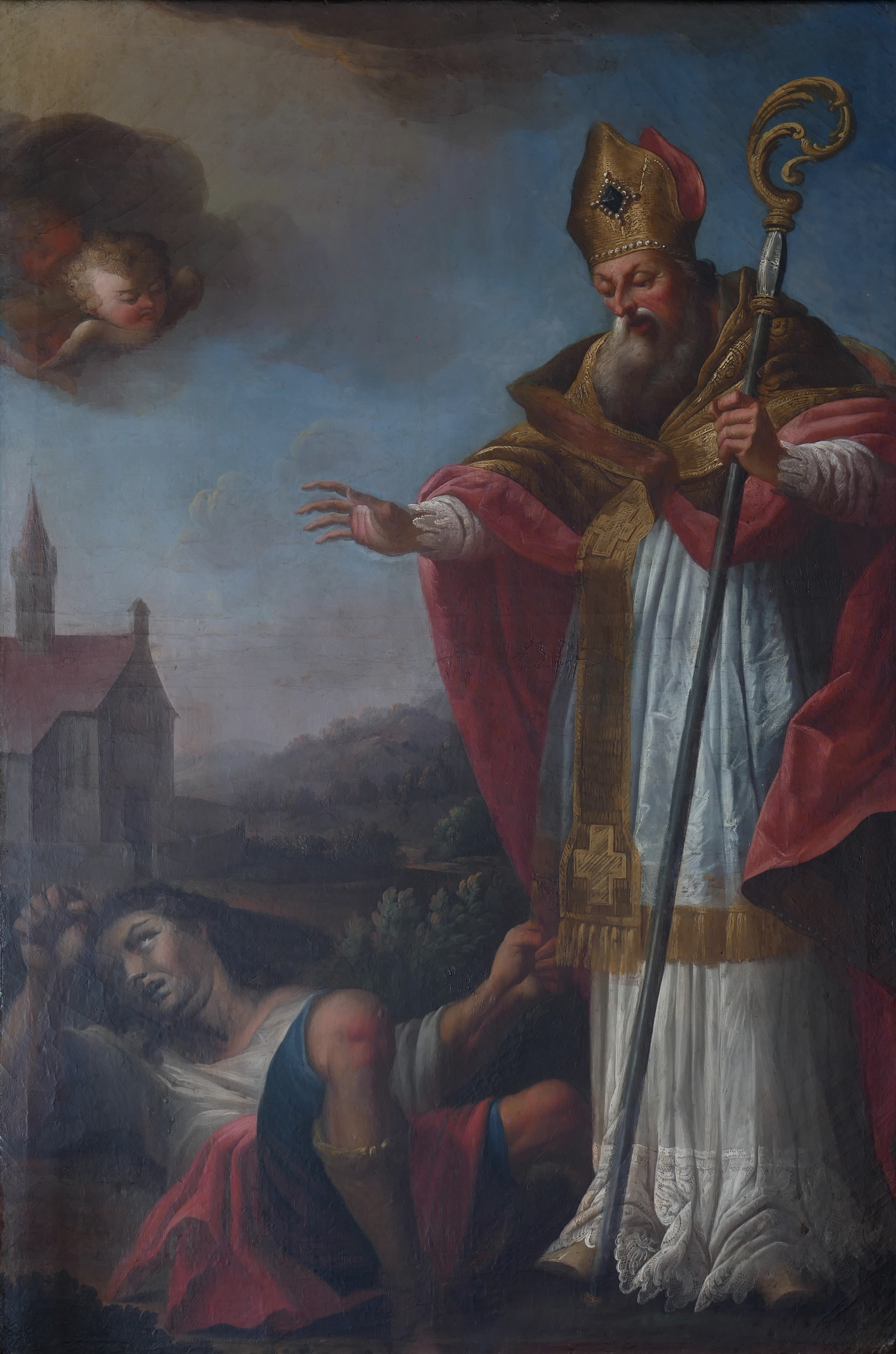
聖瓦倫丁

#### 結婚版本
據《世界图书百科全书》資料指出：“公元268年，羅馬帝國皇帝克勞狄二世禁止年輕男子結婚，他認為未婚男子可以成為更優良的士兵。天主教神父聖瓦倫丁違反了皇帝的命令，秘密為年輕男子主持婚禮，引起皇帝不滿，結果被收監，據說瓦倫丁於公元269年2月14日被處決。”為紀念聖瓦倫丁精神，人們將每年2月14日定為紀念日，成了後來的「情人節」。
然而事實上，這項結婚禁令從未頒布，克勞狄二世在納伊蘇斯戰役戰勝哥德人後告訴他的羅馬軍團士兵要多帶走兩到三個女人慶功。

#### 傳福音版本
第二個傳說，瓦倫丁是早期基督徒。在羅馬帝國西部皇帝君士坦丁大帝和帝國東部皇帝李錫尼於313年正式容許有信仰基督教自由之前，信奉羅馬神話和羅馬諸神的羅馬帝國是迫害基督徒的，因此在帝國境內信基督教意味著危險、甚至死刑。瓦倫丁為了掩護其他殉教者，暴露了自己的身分而被軟禁。在軟禁期間中，一位叫阿斯特里烏斯的法官與他討論他的信仰時，討論到了耶穌的合法性。法官對瓦倫丁進行了考驗，並將法官收養的失明女兒帶到了他面前，法官說如果瓦倫丁成功地恢復了女兒的視力，他會幫瓦倫丁做任何事。 於是瓦倫丁向神祈禱，把手放在她的雙眼上，女兒的視力就恢復了。阿斯特里烏斯立刻謙卑地問瓦倫丁該做什麼。瓦倫丁回答說法官家周圍的所有偶像都應該被打破，禁食三天，然後接受基督教的洗禮。法官服從了命令，並透過禁食和祈禱，釋放了他管轄下的所有基督徒囚犯。法官、他的家人以及他的44名成年家庭成員和僕人都接受了洗禮。
瓦倫丁後來因繼續傳福音而再次被捕，随後他被送往羅馬皇帝克勞狄二世本人那裡。兩人交流一下後克勞狄二世對他頗有好感，直到瓦倫丁試圖說服皇帝接受基督教。皇帝拒絕接受基督教並判處瓦倫丁死刑，命令瓦倫丁放棄他的信仰，不然就被棍棒毆打並斬首。瓦倫丁拒絕了，並於269年2月14日在弗拉米尼亞門外被處決。傳說在瓦倫丁行刑的早晨，他給法官女兒寫了一封情意綿綿的告別信，信的落款是“來自你的瓦倫丁”。
1260年雅各·德·佛拉金編纂的《黃金傳說》，是中世紀盛期最受歡迎的書籍之一，其中對禮儀年中每一天的聖人進行了詳細的描述，以激發人們進行佈道。在聖瓦倫丁的生平簡介中寫道，他因拒絕否認基督而被「克勞狄皇帝」於公元269年下令處決。在這種情況下，傳說中寫的「克勞狄皇帝」只是為了增強真實感而設的細節。有人試圖將他與3世紀羅馬帝國唯一的一位克勞狄二世聯繫起來，268年-270年三世紀危機時期在位的克勞狄二世大多數遠離首都羅馬城並在帝國各地方作戰並且經納伊蘇斯戰役打敗哥特人贏得了他的稱號（哥特征服者），因為除了幾位已故聖徒的傳說之外，沒有證據表明克勞狄二世推翻了其前任皇帝加里恩努斯所確立的對基督教寬容法令。

### 古羅馬“牧神節”的傳說

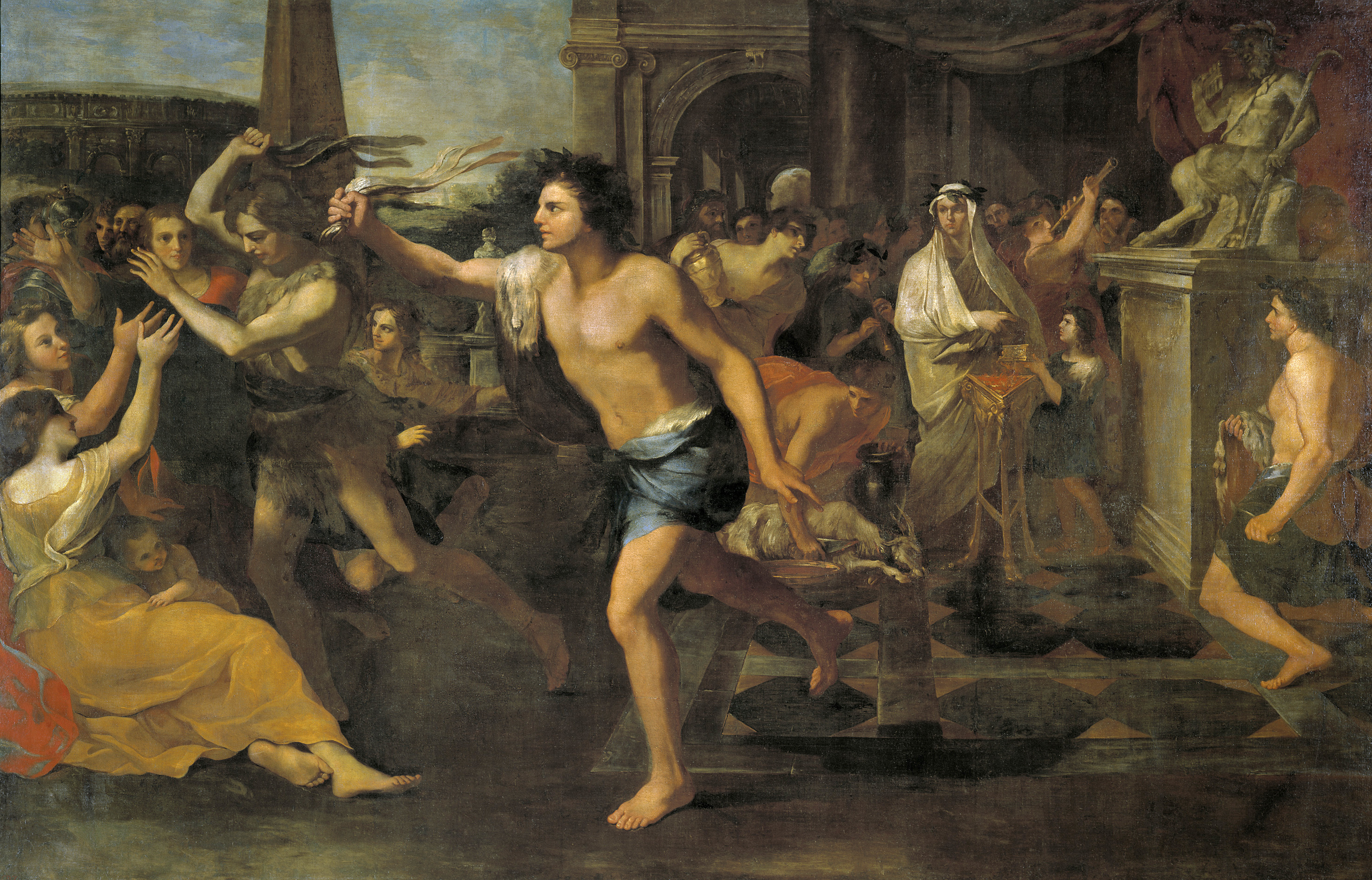
描繪羅馬人進行牧神節的油畫，可見羅馬神話中的牧神卢波库斯的雕像在後方

人們普遍認為牧神節是羅馬人為了紀念母狼收養羅馬城的奠基人羅穆路斯與雷穆斯和取悅來自羅馬神話保护牧羊人和羊群的牧神卢波库斯。卢波库斯曾幫助母狼照顧兄弟倆。
牧神節儀式在幾個地方舉行：盧珀卡爾洞（母狼的山洞）、帕拉蒂尼山和羅馬露天公共集會場所「Comitium」。這個節日在盧珀卡爾洞穴開始，祭祀一隻或多隻雄性山羊（性的代表）和一隻狗，這些祭祀是由一群羅馬男祭司（Luperci）進行。隨後，祭司用在獻祭的染血刀觸踫他們的額頭，然後以沾上牛奶的羊毛抹掉血跡，兩名年輕男人在此時會配合儀式發出笑聲。祭祀儀式結束後，宴會就開始了。祭司從新宰殺的山羊身上切下山羊皮條，然後他們全裸——或者幾乎全裸——在帕拉蒂尼山周圍裸跑，用山羊皮條鞭打任何走近他們的女人。
與此同時在牧神節期間，男人們從罐子裡隨機選擇一個女人的名字，並在節日期間與他們結合。通常，情侶倆會待在一起直到第二年的節日。 許多人墜入愛河並結婚。隨著時間的推移，牧神節期間裸體不再流行。這個節日變得更加貞潔，儘管仍然不莊嚴，婦女們被穿著衣服的男人鞭打她們的手。
391年基於羅馬帝國皇帝狄奧多西一世早前他頒佈的薩洛尼卡敕令定基督教為帝國國教後，所有崇拜原本古羅馬宗教的節日被禁止，除了牧神節仍然合法，而羅馬帝國的基督徒民眾也仍定期慶祝這古老的節日，畢竟牧神節延續了幾個世紀。
在東哥德王國國王狄奧多里克大帝統治期間的496年（羅馬帝國在395年分裂，西部帝國在476年終結），時任東哥德教廷（東哥德人控制著羅馬城，包括駐在那裡的教廷）的教宗傑拉一世将牧神节改为聖瓦倫丁節（今情人節，Valentine's day）。被東哥德人保留下來的羅馬元老院對此作出抗議，牧神節對羅馬城的安全和福祉至關重要，但牧神節的习俗也逐渐被人们淡忘，之后聖瓦倫丁節逐步演变为男女之间相识交换礼物的社交节日和西方的節日之一。深受西方文化影響，聖瓦倫丁日在西方以外的地方漸受注重。

## 習俗

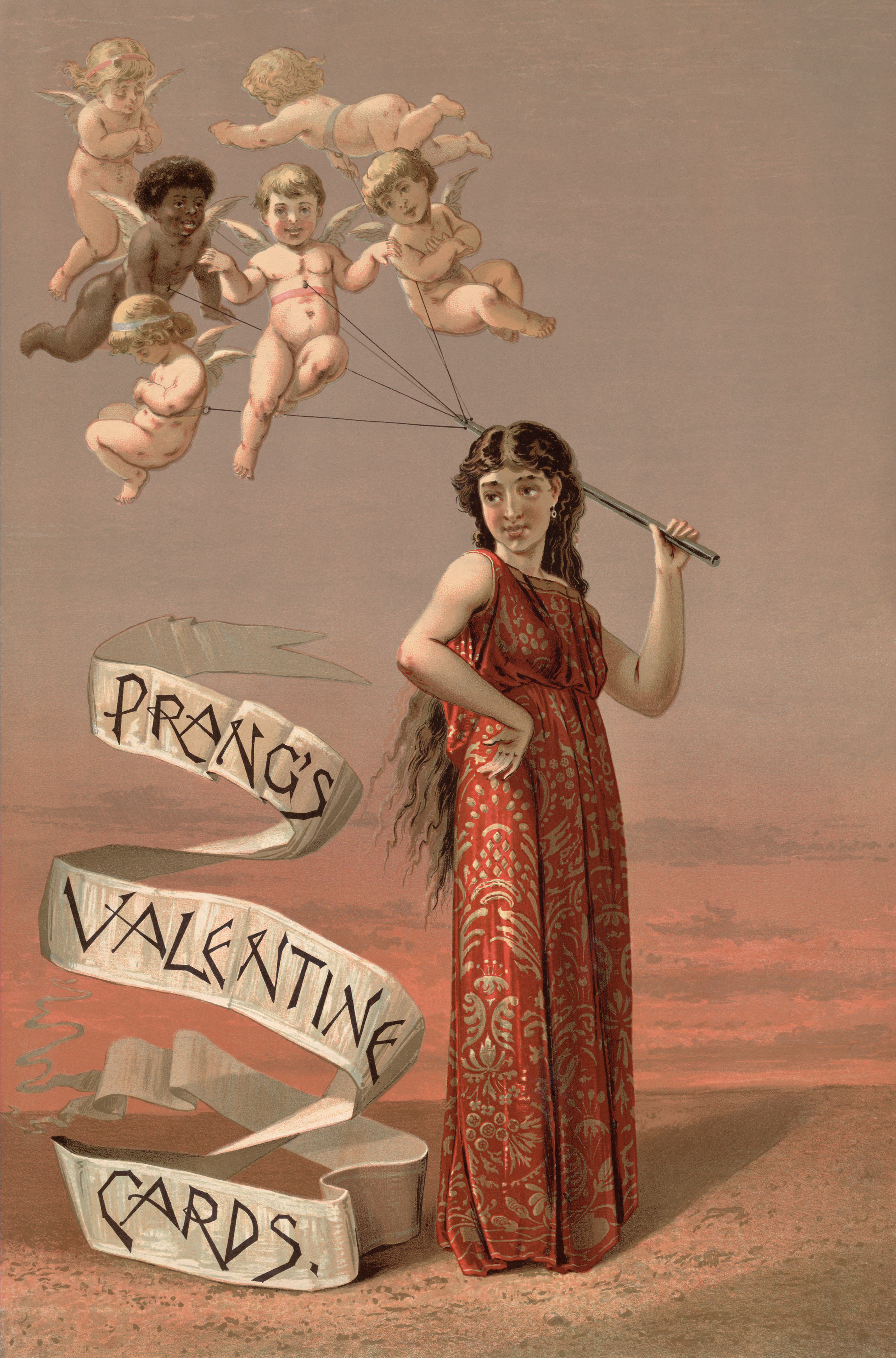
一張1883年的情人节明信片，可見多個羅馬神話中的愛神邱比特在後方

中世紀的時候，在英國每當情人節來臨時候。當時還流行一些風俗，比如他們把當地未婚男女的名字分別寫在紙條上，把男女的姓名分別裝在不同的盒子裡。然後未婚男女到裝著異性姓名的箱盒之中抽籤。當名字被抽出後，他們會互相交換禮物。女子在這一年內成為男子的“Valentine”。女子還會在男子的衣袖上繡上女子的名字，照顧和保護該女子就成為該男子的神聖職責。
情人節的特色是情侶互相饋贈禮物。時至今日，人們則喜歡以情人卡向爱人表达情意。情人卡上通常繪有邱比特、被箭射中的心等等。
羅馬神話中的愛神邱比特型像經常出現在情人節相關物品。关于邱比特跟情人節的關係，上述辭典說：“邱比特（拉丁文cupido，意思是慾望、愛），羅馬愛神，相當於希臘愛神厄洛斯。他通常由一個可愛的小男孩所代表，背部長有兩只翅膀，眼睛被布矇住，手持弓箭。”

## 各地情人節文化
情侶們在情人節當日的晚餐約會，是常見的情人節活動之一，有人視之為情侶關係的發展關鍵時刻。一些商家會在情人节促销商品作為情人節禮物，常見的如巧克力、鮮花到首飾珠寶等，時至今日，因應世界各地的個別文化，慶祝節日型式及禮品種類包羅萬有。
除了羅馬帝國，各地對於自己的情人節都有它們的特殊由來及文化。
- 荷蘭人的慶祝方式十分有趣，他們認為一雙漂亮的傳統木鞋才是最好的情人節禮物。
- 從17世纪開始，英國的情人节慶祝变得普遍。
- 起源於中世紀之前，法國人在這個特殊的日子裡，歌頌愛情，表達情誼，後來天主教將這一天正式確定為情人節，後人擷其含義，定情流芳。
- 美國男性在這一天向他的女性朋友說「情人節快樂」已經不限於特別的感情關係，而逐漸演變為有如公開場合的打招呼的形式。但男性較少在公開場合對另一位男性如此打招呼。
- 台灣在這天情侶們會互贈禮物，亦會特別在這天去約會。單身者則在這天向喜歡的人告白。據OpView調查統計，情人節送禮以巧克力的討論度最高、滿意度最低，飾品類滿意度最高，據浪花花藝統計，從2018－2021年買花的人群體量有明顯日益增多的趨勢。[14]
- 改革开放后，中國大陸不少年輕男女也开始庆祝这个节日。一般是男生送女生礼物比较正式，女生也要有所表示。除此之外的重要活动内容是到比较浪漫的地点共进晚餐，互相在网络爱墙发送祝福也成为新的时尚，表示爱情的承诺与永恒。对于正在追求女孩的男生来说，如果这一天女孩接受了他的礼物或者表示接受邀请，就意味着恋爱关系的确定。2010年2月14日（农历正月初一）晚，官方舉辦的广州烟花中出现了象征“情人节”的心形及邱比特之箭图案[15]。在2月14日当天中国大陆各城市的街道和购物中心都会出现人潮涌动的景象。
- 受到西方文化長期影響下，香港人慶祝情人節已有多年歷史。
- 在澳門的情人節，男會送鮮花給女，女則會送給男巧克力。
- 在日本，通常情人節是由女方自製或者購買朱古力送給心愛的男方或是男朋友，若送給朋友，即是「義理巧克力」（又譯人情巧克力）。收禮者可能在白色情人節回禮。

## 反對情人節的國家
- 沙烏地阿拉伯：信奉伊斯蘭教，而西方情人節被認為是帶有濃重基督宗教色彩的節日，宗教警察會在情人節臨近時，取締被認為是和情人節有關的商品[16]。2018年後，由於王儲穆罕默德·本·沙爾曼的改革而有逐漸鬆綁的跡象。[17]
- 马来西亚：马来西亚的伊斯兰官员自2005年起就在执行一部禁止穆斯林庆祝情人节的法令，理由是情人节可能会引发婚前性行为等所謂「邪恶活动」[18]。
- 伊朗：由於該國信奉伊斯蘭教，所以禁止情人节[19][20]。
- 巴基斯坦：由於該國信奉伊斯蘭教，所以常常認為情人節是基督宗教文化的入侵。

## 爭議
- 2011年2月，研究機構Survey Sampling International（SSI）調查顯示，全球不少消費者認為情人節過於商業化，可能不會慶祝這個節日。
- 2013年2月14日，俄羅斯別爾哥羅德州禁止學校和機構舉辦情人節慶祝活動，亦有俄羅斯人都認為，情人節、萬聖夜等西方節日對青少年的精神和道德觀念培養毫無益處，各類節日活動純粹只是讓商家獲利而已。[21]。
- 在英國，一些小學因為擔心學生太早談情說愛，禁止學生帶情人節卡片去學校[21]。
- 在台灣，一個調查發現，情人節成了當地上班族最討厭的節日，理由包括節日對單身族造成壓力，令其顯得孤單，而情侣們在情人節當天花費較多，對個人帶來財政壓力[22]。
- 經過專家和民間討論，「情人節快樂」這句話已經造成了嚴重爭議。有一派主張這句話只能對情人說，而另一派則認為這只是種祝福。[來源請求]

## 衍生節日

### 同性質
- 1月14日，大韩民国（韓國），日記情人節（Diary Day）。情侶們會互贈足夠紀錄一整年戀愛情事對之行事曆，並在裡頭標示雙方的生日與紀念日，以及希望在接下來一年中共同執行的各項計劃，象徵二人將攜手走過未來一年。[23]
- 3月14日，源於日本的白色情人節（White Day）。這天情侶們會回贈對方情人節禮物。2月14日女孩禮物表達情意後，男方也有同樣好感或情意，回送女孩禮物，代表心心相印。這是日本商人於1977年炒作的結果。《讀賣新聞》解释：「禮物指定是白巧克力，原因是避免吝嗇的男子把女性送贈的巧克力收藏起來，然後又將其原封不動地作為回禮。」
- 5月14日，韓國，黃色與玫瑰情人節（Yellow and Rose Day）。五月是朝鮮半島上的玫瑰花開得最美的日子，送人紅玫瑰就表示著愛意；白色玫瑰花代表還沒有確定；但贈送黃色的玫瑰則是意味著分手。[23]
- 6月12日，巴西情人節。[24]
- 6月14日，韓國，親吻情人節（Kiss Day）。情侶們在當天可以大膽大方地提出親吻要求。[23]
- 7月14日，韓國，銀色情人節（Silver Day）。情侶們會帶意中人給家人認識，或是介紹給長輩。要互贈銀色禮物。[23]
- 8月14日，韓國，綠色情人節（Green Day）。情侶們可在森林旅行，戶外慶祝。[23]
- 9月14日，韓國，音樂與相片情人節（Music Day & Photo Day）。情侶們要互贈對方喜歡的CD，或是一同到熱鬧的夜店跳舞並且合影。通常會舉辦大型社交活動，單身者可藉機看看意中人。[23]
- 10月14日，韓國，葡萄酒情人節（Wine Day）。情侶們會一起品嚐葡萄酒慶祝秋天，通常會到餐廳共進晚餐。[23]
- 11月11日，韓國，Pepero Day。由南韓生產巧克力棒的最大集團樂天公司发起，情侣们在这一天会互送巧克力棒。[23]
- 11月14日，韓國，柳橙汁與電影情人節（Orange Day Movie day）。情侶們會連趕兩場電影，看完後要杯柳橙汁。[23]
- 12月14日，韓國，擁抱情人節（Hug Day）。情侶們會在公開場合擁抱，公開宣告彼此愛意。[23][25][26]

### 不同性質
- 在義大利，當地將2月15日稱之為“單身節”，擺脫情人節慶祝活動的陰影，讓社會關注單身面臨的歧視問題[27]。
- 4月14日，源於韓國的黑色情人節（Black Day）。單身者在這天會一起穿著黑衣，同時一邊享受著黑咖啡與黑色炸醬麵來為彼此打氣。指單身或是在西洋情人節、白色情人節表白失敗後的人，所慶祝單身的節日。[23]
- 光棍節，每年11月11日是一种流传于中国大陆年轻人的娱乐性节日，以慶祝自己仍是單身一族為傲，也有些人认为是以此来对单身的自己进行自嘲或讽刺（「光棍」的意思便是「單身」，另有“单身狗”一词）。

## 关注癫痫日
圣瓦伦丁是爱情、家庭的守护者之外，也是癫痫的守护者，癫痫曾一度被称作圣瓦伦丁病。故2月14日是一个关注癫痫病的好时机。国际癫痫日被特别选定在2月的第二个星期一，与2月14日非常接近。